# Arthur Aikin
Arthur Aikin (né le 19 mai 1773 à Warrington, en ce temps dans le Lancashire et aujourd'hui dans le Cheshire en Angleterre; mort le 15 avril 1854 à Londres) est un chimiste, minéralogiste et écrivain scientifique anglais.

## Biographie
Il est le fils du docteur John Aikin. Au début de sa vie, Arthur Aikin est brièvement pasteur unitariste.
Il étudie la chimie avec Joseph Priestley à la Warrington Academy et s'intéresse particulièrement aux applications pratiques de la science.
De 1803 à 1808, il est l'éditeur de l'Annual Review. En 1807, il est l'un des fondateurs de la Société géologique de Londres dont il est secrétaire honoraire de 1812 à 1817. Il écrit notamment des articles sur les bassins houillers de Telford et Wrekin et du Shropshire. Plus tard il devient secrétaire de la Royal Society of Arts et en 1841 trésorier de la Chemical Society.
On lui doit la description d'espèces minérales telles que : l'uranite (déclassée synonyme de torbernite).

## Publications
- The natural history of the year; being an enlargement of Dr. Aikin's Calendar of nature, 1798
- Journal of a Tour through North Wales and Part of Shropshire with Observations in Mineralogy and Other Branches of Natural History (Londres, 1797)
- Syllabus of a course of lectures on chemistry, by A. and C.R. Aikin, 1799
- The Annual review and history of literature; for 1807, 1808
- A Manual of Mineralogy (1814; 2e éd., 1815)
- dictionary of chemistry and mineralogy, with an account of the processes employed in many of the most important chemical manufactures. To which are added a description of chemical apparatus, and various useful tables of weights and measures, chemical instruments, &c. &c. Vol. I; Vol. II (with his brother C. R. Aikin), 2 vols. (London, 1807, 1814).
- An account of the most important recent discoveries and improvements in chemistry and mineralogy, to the present time : being an appendix to their Dictionary of chemistry and mineralogy, 1814

### Sources
- (en) Cet article est partiellement ou en totalité issu de l’article de Wikipédia en anglais intitulé « Arthur Aikin » (voir la liste des auteurs).